# Dès que le printemps revient
Chansons représentant le Luxembourg au Concours Eurovision de la chanson
À force de prier
(1963) Poupée de cire, poupée de son
(1965)
Singles de Hugues Aufray
À bientôt nous deux
(1964) Debout les gars
(1964)
Dès que le printemps revient est une chanson écrite par Jacques Plante, composée et interprétée par le chanteur français Hugues Aufray, sortie en 45 tours en 1964.
Avec ce titre, Hugues Aufray représente le Luxembourg au Concours Eurovision de la chanson 1964, se classant 4e ex aequo avec la chanteuse Rachel.
La chanson est une ballade nostalgique où la venue du printemps, propice au début des amours, ravive les souvenirs à la fois doux et douloureux d'un amour vécu puis perdu pendant cette saison.
Hugues Aufray a aussi enregistré ce titre en allemand (Das alles geht vorbei) et en espagnol (La primavera llegó),.

## À l'Eurovision
Elle est intégralement interprétée en français, une des langues nationales, comme le veut la coutume avant 1966.
Il s'agit de la première chanson interprétée lors de la soirée, avant Anneke Grönloh qui représentait les Pays-Bas avec Jij bent mijn leven. À l'issue du vote, elle a obtenu 14 points, se classant 4e sur 16 chansons, à égalité avec Rachel pour la France avec Le Chant de Mallory, et permettant ainsi au Luxembourg d'atteindre le rare exploit de passer de la dernière à la première place dans les années successives.

## Classement
| Classement (1964)                       | Meilleure position |
| --------------------------------------- | ------------------ |
| Belgique (Wallonie Ultratop 50 Singles) | 5                  |
| France (IFOP)                           | 3                  |